# Þorkelsdóttir
Þorkelsdóttir ist ein weiblicher isländischer Name.

## Bedeutung
Der Name ist ein Patronym und bedeutet Þorkells Tochter. Die männliche Entsprechung ist Þorkelsson (Þorkells Sohn).

## Namensträgerinnen
- Elín Klara Þorkelsdóttir (* 2004), isländische Handballspielerin
- Rannveig Þorkelsdóttir (* 1962), isländische Schauspielerin
- Salome Þorkelsdóttir (* 1927), isländische Politikerin